# TPA7
TPA7 es un canal de televisión en abierto español que emite desde y para el Principado de Asturias, gestionado por el Ente Público de Comunicación del Principado de Asturias Radiotelevisión del Principado de Asturias, en el que también se integran la Radio del Principado de Asturias (RPA) y la Productora de Programas del Principado de Asturias (PRODA). Es la cadena pública de esta comunidad y tiene su sede y estudios en Laboral Ciudad de la Cultura (Gijón).

## Historia
La TPA realizó su primera emisión en pruebas el 20 de diciembre de 2005 a las 9:00 p.m. El 7 de enero comenzó sus retransmisiones deportivas con el partido de fútbol entre el Real Sporting de Gijón y el Racing de Ferrol, aunque con la señal cedida por la TVG. Al día siguiente, desde el estadio Municipal de Miramar, se produjo la primera emisión con producción propia, en este caso del partido que enfrentó al Marino de Luanco y la Cultural de Durango. Durante los primeros meses, todos los fines de semana se retransmitían partidos del Real Sporting de Gijón, Marino de Luanco y Real Oviedo, normalmente los partidos en los que los equipos asturianos actuaban como locales.
Cuatro son los programas que actualmente emite en asturiano: Camín de cantares, Pieces, Nos y Al Aldu.
El 8 de septiembre de 2006, coincidiendo con la celebración del Día de Asturias, inició sus emisiones matinales con la retransmisión de la 'misa de la Santina' desde el Santuario de Covadonga.
Desde 2009 emite los partidos de la Liga española de fútbol y la Liga de Campeones y a partir de 2010 emite la temporada de Fórmula 1.
A partir del 27 de marzo de 2010 comienzan las emisiones de TPA9 HD con el partido de liga Zaragoza-Valencia, retransmitiendo en calidad HD el mundial de Fórmula 1 y los partidos de la UEFA Champions League y de la LFP. El 10 de junio de 2011, a las 10:00 p.m., TPA9 HD junto con otros canales HD autonómicos y Canal+ 3D, emiten en 3D el espectáculo Concierto de violadores del verso, siendo la primera vez que se emite con esta tecnología por TDT.
El 12 de septiembre de 2011, TPA cambió su relación de aspecto de 4:3 a 16:9, y se incorporaron dos nuevos canales de audio: uno en versión original y otro con audiodescripción.
El 12 de febrero de 2024, tanto TPA7 como TPA8 comenzaron a emitir en HD y renovaron su imagen y sus informativos, mientras que TPA9 HD cesó su emisión.

## Imagen Corporativa

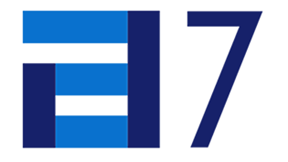
Logotipo usado desde 2010 hasta 2024
Logotipo usado desde febrero de 2024

## Programación de producción propia

### Programas actuales
- Conexión Asturias
- TPA Noticias
- Asturianos por el Mundo
- Los Guajes de OP Siglo XXI
- El Picu
- Mochileros
- Pueblos
- Pieces
- Babel
- OP Siglo XXI
- Siempre al día
- De Romandela
- Cantadera
- TPA Deportes
- El Tiempo en TPA
- Caballos de metal

### Programas sin emisión
- Superasturianos.
- Asturias en 25.
- Al acecho.
- Sentirse bien.
- Cruzando en verde.
- Presta Asgaya.
- Momentos contados.
- La mar de Asturias.
- De Hoy no Pasa.
- Universo Rodríguez.
- Al Platu Vendrás.
- Terapia de Grupo.
- De Folixa en Folixa.

## Audiencias
| Año  | Enero | Febrero | Marzo | Abril | Mayo | Junio | Julio | Agosto | Septiembre | Octubre | Noviembre | Diciembre | Media anual |
| ---- | ----- | ------- | ----- | ----- | ---- | ----- | ----- | ------ | ---------- | ------- | --------- | --------- | ----------- |
| 2008 | 7,3%  | 7,1%    | 6,8%  | 6,8%  | 7,2% | 7,4%  | 8,1%  | 8,5%   | 7,2%       | 7,5%    | 7,2%      | 7,8%      | 7,4%        |
| 2009 | 7,6%  | 7,4%    | 7,4%  | 7,5%  | 7,2% | 6,8%  | 7,6%  | 8,6%   | 8,0%       | 7,8%    | 7,8%      | 7,9%      | 7,6%        |
| 2010 | 7,7%  | 7,7%    | 7,9%  | 7,2%  | 7,0% | 7,0%  | 6,3%  | 7,9%   | 7,5%       | 7,6%    | 8,6%      | 8,1%      | 7,5%        |
| 2011 | 7,7%  | 7,3%    | 7,7%  | 9,3%  | 8,4% | 7,7%  | 8,0%  | 8,3%   | 7,5%       | 7,5%    | 7,5%      | 6,5%      | 7,8%        |
| 2012 | 6,5%  | 6,8%    | 7,0%  | 7,6%  | 6,9% | 7,3%  | 8,1%  | 6,9%   | 6,8%       | 6,8%    | 6,1%      | 6,0%      | 6,8%        |
| 2013 | 6,2%  | 5,6%    | 6%    | 5,2%  | 5,6% | 5,8%  | 4,8%  | 5,6%   | 5,4%       | 4,7%    | 4,8%      | 4,7%      | 5,4%        |
| 2014 | 4,8%  | 6,1%    | 5,5%  | 5,9%  | 6,2% | 6,6%  | 6,3%  | 7,2%   | 6,6%       | 6,2%    | 6,2%      | 6,9%      | 6,2%        |
| 2015 | 6,2%  | 5,7%    | 5,5%  | 5,4%  | 5,5% | 6,4%  | 5,8%  | 6,2%   | 5,5%       | 5,5%    | 5,0%      | 4,9%      | 5,6%        |
| 2016 | 4,8%  | 5,1%    | 5,6%  | 5,5%  | 5,5% | 5,4%  | 4,7%  | 4,7%   | 4,8%       | 4,6%    | 4,8%      | 4,7%      | 5,0%        |
| 2017 | 4,8%  | 4,8%    | 5,2%  | 5,1%  | 4,8% | 4,9%  | 5,2%  | 5,1%   | 5,0%       | 5,4%    | 5,2%      | 5,2%      | 5,1%        |
| 2018 | 5,2%  | 6,4%    | 5,6%  | 5,2%  | 5,2% | 5,1%  | 5,4%  | 5,6%   | 5,4%       | 5,4%    | 5,7%      | 5,3%      | 5,5%        |
| 2019 | 5,6%  | 5,4%    | 5,6%  | 5,5%  | 5,9% | 5,6%  | 5,8%  | 6,1%   | 5,4%       | 5,9%    | 6,4%      | 6,9%      | 5,9%        |
| 2020 | 6,3%  | 6,3%    | 6,3%  | 5,9%  | 6,0% | 6,2%  | 7,8%  | 8%     | 7,5%       | 7,6%    | 7,5%      | 7,5%      | 6,9%        |
| 2021 | 7,3%  | 6,9%    | 6,4%  | 6,1%  | 7,0% | 7,3%  | 7,2%  | 7,4%   | 8%         | 8,2%    | 8,4%      | 8,3%      | 7,4%        |
| 2022 | 7,8%  | 7,1%    | 7,4%  | 7,7%  | 7,8% | 8,2%  | 7,7%  | 8,3%   | 7,1%       | 7,6%    | 6,9%      | 6,2%      | 7,4%        |
| 2023 | 6,8%  | 6,7%    | 6,4%  | 6,5%  | 5,7% | 5%    | 5%    | 5%     | 4%         | 5%      | 5,2%      | 5,1%      | 5,6%        |
| 2024 | 5,2%  | 4,9%    | 4,4%  | 4,6%  | 4,2% | 4,2%  | 3,8%  | 4,6%   | 4,5%       | 4,8%    | 3,9%      | 4,6%      | 4,5%        |